# Alex Kidd

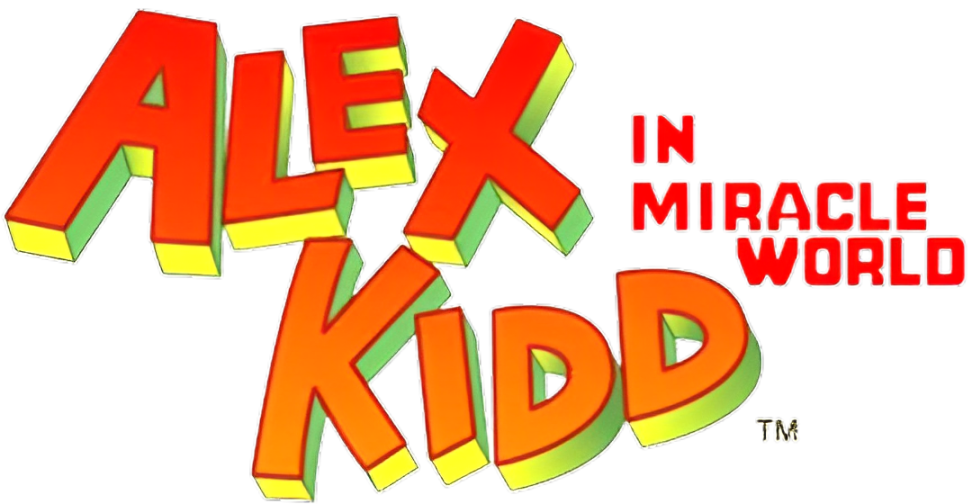
Logo de la saga Alex Kidd.

Alex Kidd es un personaje de videojuegos creado por Sega. Fue la mascota de la compañía para competir contra Mario, la mascota de Nintendo, hasta el debut de Sonic en 1991. A partir de ese momento, Alex Kidd fue reemplazado por Sonic de manera absoluta, no lanzándose ningún videojuego más protagonizado por él desde dicho año. Sus siguientes apariciones serían en juegos All Star de SEGA, como Sega Superstars Tennis y Sonic & Sega All-Stars Racing.

## Videojuegos
Alex Kidd protagonizó hasta seis videojuegos. Dispuestos en orden cronológico, son los siguientes:
- Alex Kidd in Miracle World, lanzado en 1986 en Master System, fue el juego más popular sobre el personaje.[1] Se relanzó posteriormente para convertirse en el videojuego insertado de fábrica para la consola Master System 2, sufriendo mínimas variaciones con respecto al original.
- Alex Kidd: The Lost Stars, fue lanzado en 1986 en máquinas recreativas para, posteriormente en 1987, ser convertido para Master System.
- Alex Kidd BMX Trial, lanzado para Master System en 1987, videojuego de conducción de bicicletas, exclusivo para Japón.
- Alex Kidd in High-Tech World, fue lanzado en 1989 para Master System. Es una modificación de un juego japonés de la consola, llamado Anmitsu Hime.[2]
- Alex Kidd in the Enchanted Castle, lanzado en 1989 para Sega Mega Drive, es una especie de continuación del primer juego de Alex Kidd.
- Alex Kidd in Shinobi World, fue el último juego de Alex Kidd, lanzado en 1990 para Master System, que fue una versión modificada del cancelado videojuego Shinobi Kid. [cita requerida]
- Alex Kidd in Miracle World DX, Remake del primer Alex Kidd que será lanzado en 2021.

Al contrario que los juegos de Sonic, en los que la jugabilidad y estilos de juegos son semejantes los unos a los otros en su práctica mayoría, los videojuegos de Alex Kidd diferían mucho entre sí, siendo la única excepción Alex Kidd in Miracle World y su secuela directa Alex Kidd in the Enchanted Castle.

## Apariciones
Después de ser sustituido como mascota de Sega en 1991, Alex Kidd ha sido protagonista de algunas apariciones estelares importantes:
- Hay un homenaje a Alex Kidd en Altered Beast (solo en la versión arcade), donde los nombres de Alex y Stella (la novia de Alex en la versión de recreativas de Alex Kidd: The Lost Stars) aparecen en las lápidas de la primera ronda. Debido a la mala publicidad que podría hacer este cameo al juego Alex Kidd In Enchanted Castle, se suprimió en las versiones caseras de Altered Beast, donde solo se puede leer el nombre de Stella.

- En el videojuego Kenseiden de Master System, se puede ver la cara de Alex Kidd en la tercera ronda en una parte específica del escenario.

- En el videojuego de Wii Sonic Riders Zero Gravity aparece en un cartel en el escenario 80s Boulevarde.

- Alex Kidd aparece numerosas veces como juguete coleccionable en el videojuego Shenmue de la Sega Dreamcast.

- Alex Kidd aparece en el videojuego Segagaga, tomando parte en un vídeo donde narra su competición contra una mascota de una compañía antes de quedar en el olvido.

- En Sega Superstars Tennis, se convierte en personaje jugable.[3]

- En Sonic & Sega All-Star Racing, se convierte en personaje jugable.

- En Phantasy Star Online 2, aparece como una foto artística de Symbol Art.

- A pesar de que el personaje ya no existe en el mundo de los videojuegos, todavía se venden camisetas suyas.